# Cyclothone braueri
Espèce
Cyclothone braueri est une espèce de poisson appartenant à la famille des Gonostomatidae.